# Plantago rancaguae
Plantago rancaguae är en grobladsväxtart som beskrevs av Ernst Gottlieb von Steudel. Plantago rancaguae ingår i släktet kämpar, och familjen grobladsväxter. Inga underarter finns listade i Catalogue of Life.